# Federación Rumana de Fútbol
La Federación Rumana de Fútbol (FRF) (en rumano: Federaţia Română de Fotbal) es el órgano rector del fútbol en Rumania, con sede en Bucarest. Se encarga de la organización de la Liga y la Copa de Rumanía, así como los partidos de la Selección de fútbol de Rumania en sus distintas categorías. Fue creada en 1909 y pertenece a la FIFA desde 1923. Fue una de las asociaciones fundacionales de la UEFA en 1954.

## Competiciones de la FRF
- Liga I
- Liga II
- Liga III
- Cupa României
- Supercupa României

## Presidentes
| Presidente           | Años        |
| -------------------- | ----------- |
| Aurel Leucuţia       | 1930 - 1933 |
| Viorel Virgil Tilea  | 1933 - 1936 |
| Gabriel Marinescu    | 1936 - 1940 |
| Niculae Lucescu      | 1944        |
| Ion Slătineanu       | 1944 - 1945 |
| Oreste Alexandrescu  | 1945        |
| Remus Alexandrescu   | 1945 - 1946 |
| Virgil Economu       | 1946 - 1947 |
| Emil Angheliu        | 1947 - 1948 |
| Anton Irimescu       | 1948 - 1950 |
| Dumitru Petrescu     | 1950 - 1957 |
| Ion Minei            | 1957 - 1958 |
| Corneliu Mănescu     | 1958 - 1960 |
| Alexandru Bîrlădeanu | 1960 - 1962 |
| Ion Pintea           | 1962        |
| Miron Olteanu        | 1962 - 1963 |
| Gheorghe Popescu     | 1963 - 1967 |
| Alexandru Bîrlădeanu | 1967        |
| Adrian Dumitriu      | 1967 - 1969 |
| Ion Dumitrescu       | 1968        |
| Mircea Angelescu     | 1969 - 1975 |
| Traian Dudaş         | 1976 - 1978 |
| Anghel Paraschiv     | 1979 - 1980 |
| Andrei Rădulescu     | 1981 - 1983 |
| Ion Dumitrescu       | 1983 - 1986 |
| Mircea Angelescu     | 1986 - 1989 |
| Andrei Rădulescu     | 1989 - 1990 |
| Mircea Pascu         | 1990        |
| Mircea Sandu         | 1990 - 2014 |
| Răzvan Burleanu      | 2014 -      |